# Premiéra (film)
Premiéra (v anglickém originále Opening Night) je americké filmové drama z roku 1977, které natočil režisér John Cassavetes podle vlastního scénáře. Pojednává o divadelní herečce, která se poté, co se stala svědkyní smrti své fanynky, potýká s opakovanými představami jejího zjevení. To u ní vyvolalo nervové zhroucení, kvůli němuž začíná mít problémy s alkoholem. V té době se připravuje na premiéru hry na Broadwayi.
Hlavní roli ztvárnila režisérova manželka Gena Rowlands, dále ve filmu hráli Ben Gazzara, Joan Blondellová, Paul Stewart, Zohra Lampert, sám Cassavetes a další. Gena Rowlands a Joan Blondell byly za své role neúspěšně nominovány na Zlaté glóby. V cameo rolích se ve filmu krátce mihnou Peter Falk, Seymour Cassel a Peter Bogdanovich. Děj filmu se odehrává v New Havenu ve státě Connecticut, natáčení ale probíhalo v Kalifornii (Los Angeles, Pasadena).
Stejně jako v případě svých předchozích filmů měl Cassavetes i s Premiérou problémy najít distributora. Film byl nakonec uveden pouze v jednom kině, a to s nevalným diváckým úspěchem; promítán byl jen několik týdnů. V únoru 1978 byl uveden na Berlínském mezinárodním filmovém festivalu, kde Gena Rowlands získala cenu za nejlepší herečku.